# Шиндлер, Оскар
О́скар Ши́ндлер (нем. Oskar Schindler; 28 апреля 1908[…], Свитави — 9 октября 1974[…], Хильдесхайм) — судетский немецкий промышленник, спасший почти 1200 евреев во время Холокоста, предоставив им работу на своих заводах в Польше и Чехословакии. Его история легла в основу книги «Ковчег Шиндлера» (1982) и основанного на ней фильма «Список Шиндлера» (1993).

## Биография

### Детство и молодость
Оскар Шиндлер родился 28 апреля 1908 года в австро-венгерском городке Цвиттау (ныне Свитави в Чехии), в католической семье Ганса Шиндлера и Франциски Лузер. Семья происходила из Вены, родным языком был немецкий. У него была младшая сестра Эльфрида 1915 года рождения. Оскар окончил техническое училище, но не сдал экзамен для получения аттестата. После окончания нескольких технических курсов в Брно трудился с отцом в его фирме в течение 3 лет. Они занимались производством и продажей сельхозтехники и другого оборудования. 6 марта 1928 года Оскар женился. По словам Эмили (жены Оскара), отец Оскара — Ганс Шиндлер — был пьяницей и распутником, что плохо повлияло на Оскара. Оскар увлекался мотогонками и даже занимал призовые места на соревнованиях.
После встречи с будущей женой в 1927 году Оскар стал работать отдельно от отца и стал сотрудником Моравской электрической компании (MEAS; чеш. Moravská elektrotechnická akciová společnost) в Брно. Затем работал в автошколе и 18 месяцев служил в 10-м стрелковом полку 31-й армии Чехословакии, получил звание ефрейтора. После демобилизации из армии вернулся на работу в MEAS. В 1931 году MEAS обанкротилась, и Оскар в течение года был безработным. Отец не смог ему помочь, поскольку сам был вынужден закрыть свой бизнес из-за Великой депрессии. В это же время он, как и его отец, пристрастился к пьянству и неоднократно арестовывался полицией за появление в нетрезвом виде в общественных местах и нарушение порядка. В 1931 году в поисках работы он уехал в Берлин. Вернувшись из Берлина, занимался сельским хозяйством и банковским бизнесом. До января 1938 года работал на пражский Jaroslav Simek Bank. Затем занимался продажей собственности в рассрочку для бизнесмена из Брно. Встав на ноги в финансовом отношении, Шиндлер переехал в новый дом, который его жена описывала, как особняк, обставленный элегантной мебелью и хрустальными люстрами. Он завёл роман со своей школьной подругой — Орели Шлегель, — которая родила, предположительно от него, двоих детей. В разгар этого романа, после двухлетней болезни умерла мать Оскара. Отец, Ганс Шиндлер, умер в 1945-м, и до его смерти Оскар ежемесячно посылал ему 1000 марок. По словам Шиндлера, его сестра также умерла в 1945 году, в её смерти он обвинял оккупационные советские власти.

### Работа на абвер
В 1935 году Шиндлер стал членом Судето-немецкой партии под руководством нациста Конрада Генлейна и был завербован немецкой военной разведкой абвер шпионить против Чехословакии. Он, как и многие судетские немцы, после депрессии поддерживал националистическую политику Адольфа Гитлера, пришедшего к власти в Германии в 1933 году. В этот период Шиндлер смог наработать такие контакты с германскими нацистами, которые помогли ему в его последующем бизнесе во время войны. Шиндлер утверждал, что работу на абвер начал в 1936 году. Эмили и некоторые другие источники утверждают, что первые контакты с агентом абвера в Кракове были у него уже в 1935-м. 18 июля 1938 года во время встречи с завербованным им чехословацким полицейским Оскар был арестован чехословацкой тайной полицией. В секретном отчете полиции от 28 июля было написано, что Шиндлер был крупным шпионом и представлял большую угрозу для безопасности. По словам доктора Соботки – главы полицейского департамента Брно, Шиндлер признался, что работал на абвер не по убеждению, а исключительно за деньги.
Оскар сидел в чехословацкой тюрьме до 7 октября 1938 года, когда он был освобождён и вернулся в Цвиттау после подписания Мюнхенского соглашения и присоединения Судетской области к нацистской Германии. Изначально Цвиттау не входил в территории, присоединявшиеся к Германии, но на переговорах Гитлер настоял на добавлении этого района из-за его однородного немецкого населения и стратегического узла железных дорог. 1 ноября 1938 года Шиндлер подал заявление на вступление в НСДАП. После отпуска, который абвер дал Шиндлеру для отдыха от тюрьмы, он вновь был включён в разведывательную работу против Чехословакии в Моравской Остраве. В январе 1939 Оскар и Эмили переехали в этот город, а уже 15 марта вермахт захватил оставшуюся часть Чехословакии. Квартиру в Остраве по адресу ул. Садова, 25 Шиндлер сохранил за собой до конца войны.
Оскар Шиндлер принял деятельное участие в подготовке к немецкому вторжению в Польшу. Так, за несколько месяцев до этого он и 25 его агентов активно занимались контрабандой оружия и подготовкой к боевым операциям в Тешинской Силезии. По мнению Эмили, Оскар имел прямое отношение к так называемому глайвицкому инциденту — провокации, которая послужила поводом для нападения Германии на Польшу. Эмили утверждала, что польские мундиры, в которые были одеты те, кто изображал нападение поляков, были получены и хранились в их доме, который находился примерно в 40 милях к югу от Глайвица. Также считается, что он играл активную роль в подготовке нападения немецких диверсантов на польских пограничников на Яблунковском перевале. У Шиндлера были плохие отношения с местным отделением гестапо, которое подозревало, что кража со взломом в его доме, совершённая одним из местных уголовников, была акцией польской разведки, и что это привело к утере секретных документов абвера. Но Шиндлер с началом войны уехал в Краков и в Остраве практически не появлялся.

### Во время войны
1 сентября 1939 года Германия напала на Польшу и разгромила её. После окончания оккупации Шиндлер переехал в Краков. В дальнейшем они с Эмили жили там до 1944 года. Через несколько недель после прибытия Шиндлера оккупационные власти завершили формирование управления генерал-губернаторством с центром в Кракове под руководством Ганса Франка. Между Франком как представителем гражданских властей, командованием вермахта и службами безопасности, подчинёнными рейхсфюреру СС Генриху Гиммлеру, существовали значительные разногласия и конфликты, которые Шиндлер использовал впоследствии в своих интересах. Существуют разногласия по поводу точной даты переезда, но 17 октября 1939 года Шиндлер был официально переведён в штаб-квартиру абвера в Кракове.
Уже с 21 сентября оккупационные власти ввели первые дискриминационные ограничения в отношении евреев. Евреи были обязаны носить на одежде жёлтую звезду. Целый ряд административных постановлений лишил краковских евреев их денег, а также движимого и недвижимого имущества. Единственным, что не подлежало конфискации, были личные вещи. Еврейские активы передавались в управление «арийцам». Благодаря этому и с помощью сотрудников абвера в Кракове, причастных к перераспределению собственности, Шиндлер смог в первые месяцы после оккупации приобрести недвижимость в этом городе. В дальнейшем это стало поводом для обвинений Шиндлера в соучастии в нацистских преступлениях против евреев.
18 или 19 ноября Шиндлер познакомился с Ицхаком Штерном — евреем-бухгалтером. Он порекомендовал Шиндлеру приобрести в аренду польско-еврейское предприятие по выпуску эмалированной посуды Rekord. По утверждению Штерна, фирма обанкротилась, поскольку плохо управлялась, но имела хорошие перспективы в случае получения военных заказов. Брат Штерна работал на швейцарскую компанию — кредитора этой фирмы и хорошо знал её финансовое состояние. Это предприятие стало заводом «Emailwarenfabrik (DEF)» (сегодня — музей «Фабрика Шиндлера»). Помимо разговора о бизнесе, у Штерна с Шиндлером состоялась небольшая философская дискуссия, во время которой Штерн процитировал фразу из Талмуда «Кто спасает одну жизнь, спасает целый мир». Шиндлер получил одновременно и хороший деловой совет, и моральный принцип, который привёл его в будущем к такому использованию труда евреев, которое спасло их жизни. В 1956 году Шиндлер писал о Штерне:

Его высокие этические ценности, его бесстрашная готовность помочь, его жертвенные усилия для его братьев в сочетании со скромностью в собственной жизни неоднократно вызывали моё восхищение и уважение. Г-н Исаак Штерн был важной составляющей тех условий, благодаря которым мои усилия по спасению были успешными.
В свою очередь Штерн также высоко отзывался о Шиндлере. В частности, он утверждал, что Шиндлер с самой первой встречи относился к евреям совсем иначе, чем другие немцы. Например, 4 декабря 1939 года он предупредил Штерна о грядущем еврейском погроме в Кракове.
В ноябре Шиндлер познакомился также с Леопольдом (Польдеком) Пфеффербергом-Пейджем — евреем, бывшим польским военным, бежавшим из плена. Польдек находился на нелегальном положении и был активен на чёрном рынке Кракова, где приобретал для Шиндлера дефицитные товары. Их дружба продлилась до самой смерти Шиндлера.
Одним из ключевых людей в жизни Шиндлера в связи с приобретением им фабрики стал бывший директор и совладелец фабрики Абрахам Банкир (англ. Abraham Bankier). Друзья Шиндлера шутили, что после получения им фабрики «всё его состояние заключалось в еврее по имени Банкир и десяти эмалированых крышках от горшков». Банкир считается тем самым человеком, который реально руководил фабрикой и обеспечил Шиндлеру финансовый успех. Он умер в 1956 году в Вене. У Банкира был отдельный кабинет рядом с кабинетом Шиндлера и он никогда не носил жёлтую звезду. Благодаря Банкиру часть продукции фабрики шла на чёрный рынок и возвращалась к Шиндлеру наличными деньгами, которые он мог использовать как для обеспечения собственной жизни, так и на подкуп нацистов, в том числе для спасения евреев. Как сказал один из свидетелей, «без Банкира не было бы никакого Шиндлера».

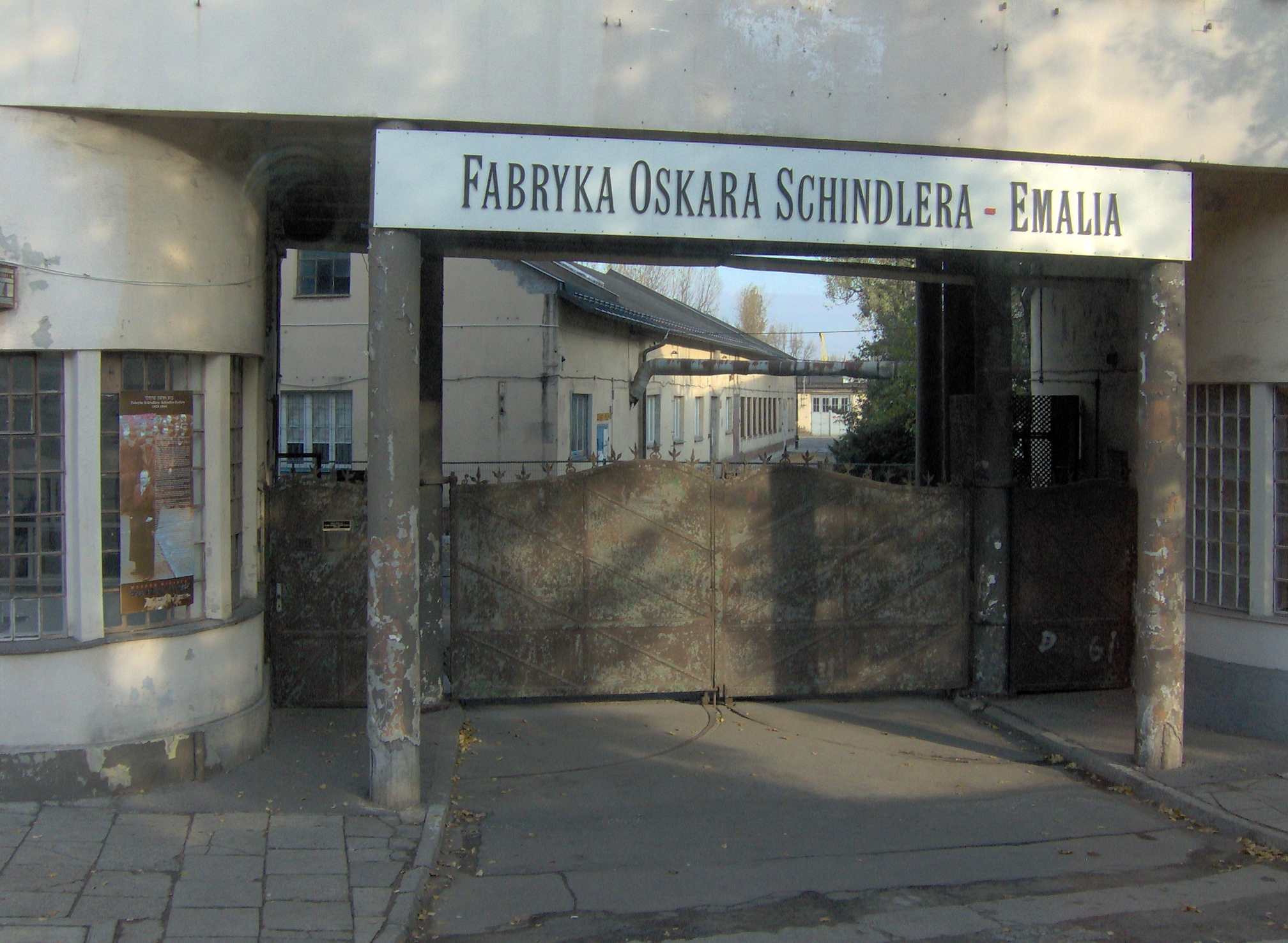
Фабрика Шиндлера в Кракове, 2006 год

Фабрика Шиндлера, которую кратко называли Emalia, находилась по адресу Липова, 4 в краковском районе Подгуже между историческим еврейским районом Казимеж и двумя еврейскими кладбищами в районе улицы Иерусалимской. После открытия завода Шиндлер нанял 7 еврейских сотрудников, среди них бывших совладельцев Вольфа Глайтмана, Натана Вурзела, Абрахама Банкира, и 250 польских рабочих.

#### Бизнес Шиндлера и спасение евреев
К 1940 году Шиндлер имел три бизнеса в Кракове: фабрику Emalia, завод посуды и столовых приборов (бывшая фирма Шломо Вайнера) и производство изделий из стекла через улицу от фабрики Emalia. На этих производствах работало несколько сотен рабочих-поляков. Число еврейских работников росло — их стало 150 к концу 1940 года, 550 — в 1942 году, 900 — в 1943 и 1000 в 1944. Возможно, что цифры первых лет преувеличены. На пике загрузки в 1944 году по отчетам на Шиндлера трудилось от 1700 до 1750 человек, в том числе 1000 евреев. В 1943 году стекольная фабрика была закрыта. Из отсутствия информации в отчетах Шиндлера о спасении евреев с этой фабрики историк Дэвид Кроу делает вывод, что там трудились в основном поляки. Также у Шиндлера был небольшой штат немецких сотрудников. Вначале Шиндлер нанимал больше евреев потому, что они работали лучше поляков, а обходились ему значительно дешевле. В дальнейшем он нанимал больше евреев также для их спасения.
Став свидетелем рейда в Краковском гетто в 1942 году и осознав все ужасы, творимые гитлеровским режимом против еврейского населения, а также свою причастность к нацистским преступлениям, Шиндлер занял позицию абсолютного гуманиста и стал защищать евреев без какой-либо выгоды для себя. Оскар Шиндлер принял решение выторговать у высокопоставленных нацистских чиновников возможность принимать на свои предприятия евреев из концлагеря Плашов, которым грозила верная смерть. Позже евреи, спасённые Шиндлером от гибели во время Второй мировой войны, стали известны как «евреи Шиндлера». Количество спасённых именно Шиндлером оценивается приблизительно в 1200 человек (800 мужчин, 300 женщин и 100 детей).

#### Эвакуация в Брюнлиц

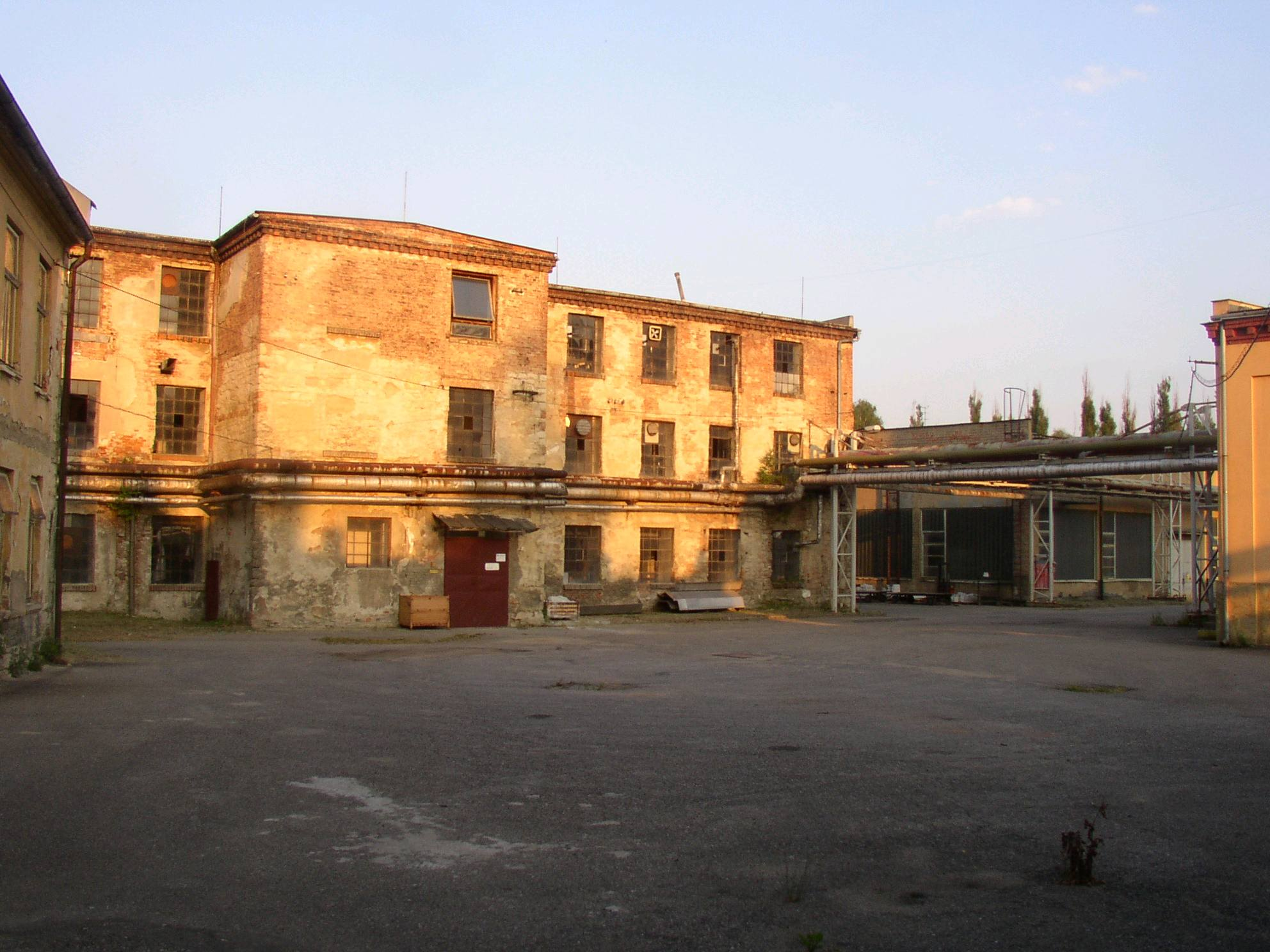
Полуразрушенная фабрика Шиндлера в г. Брненец, 2004 год

В конце 1944 года нацисты начали массовое уничтожение всех евреев в Освенциме и других концентрационных лагерях. Шиндлеру удалось вывезти тысячу своих подопечных в Брненец (нем. Брюнлиц) в Моравии и тем самым спасти их от гибели в лагерях смерти. Ему приходилось почти все ночи проводить на своём предприятии, ибо он опасался внезапного появления гестаповцев. 10 мая 1945 года Брненец был освобождён советскими войсками.

### После войны

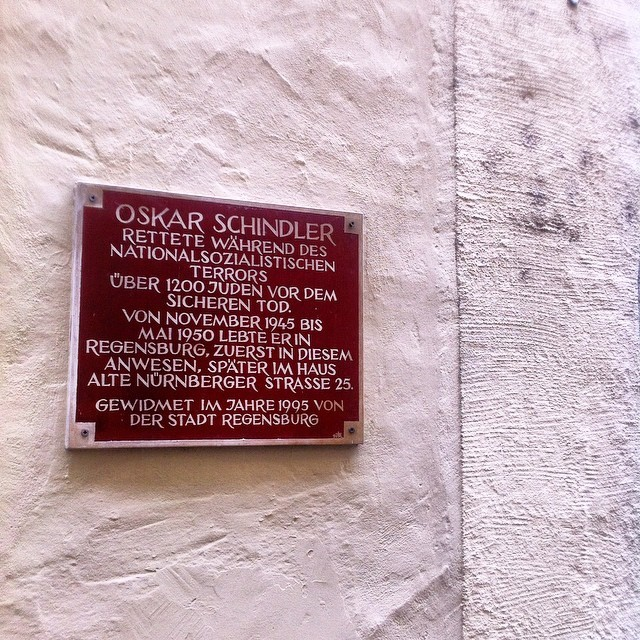
Мемориальная доска на доме в старом городе Регенсбурга, Бавария, где Шиндлер жил в 1945—1948 годы

В 1948 году Оскар и Эмилия Шиндлеры эмигрировали в Аргентину. Через десять лет после эмиграции Оскар вернулся в ФРГ. В дальнейшем он много ездил по разным странам, где осели спасённые им люди (в том числе и СССР).
Последние годы своей жизни Шиндлер провёл в нищете, существуя на пособия еврейских организаций и подарки спасённых им людей. Он умер в Хильдесхайме на 67-м году жизни 9 октября 1974 года. Похоронен на протестантском кладбище на горе Сион в Иерусалиме.
Покинув Эмилию, он, однако, не разводился с ней, но после его отъезда из Аргентины они больше никогда не встречались.

## Шиндлер в истории

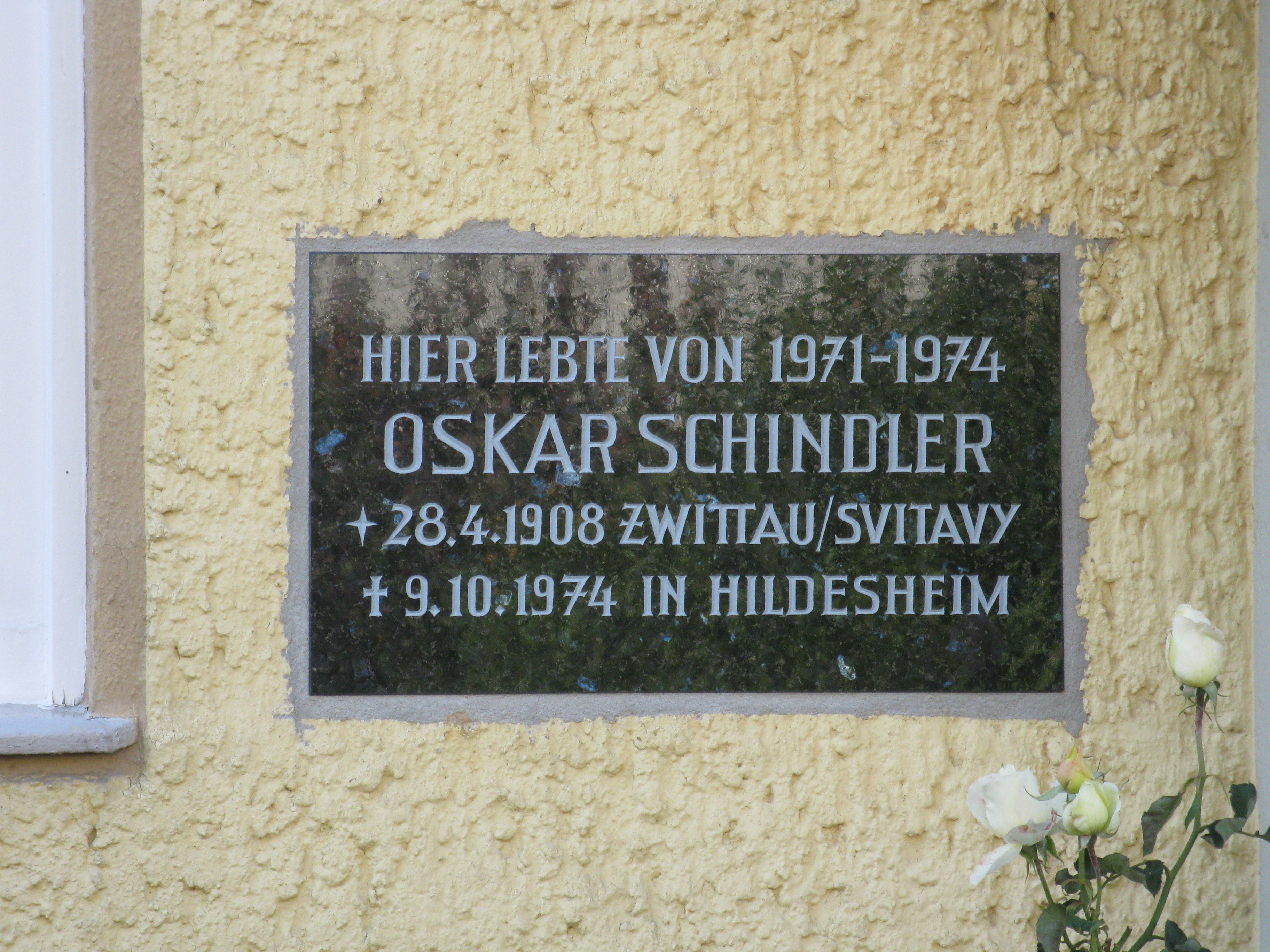
Мемориальная доска на улице Гётингштрассе, 30, в Хильдесхайме

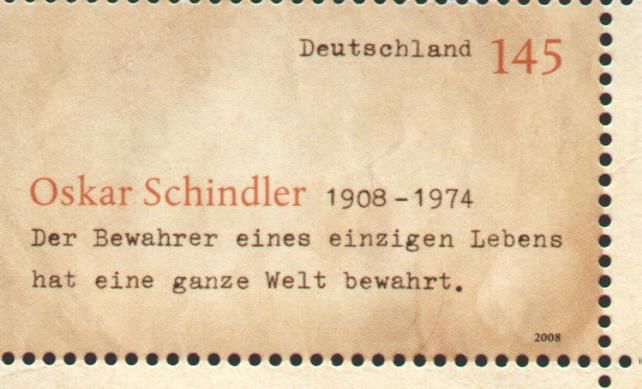
Марка ФРГ, посвящённая Оскару Шиндлеру

По этим событиям, пересказанным выжившим Польдеком Пфеффербергом, австралийский писатель Томас Кенилли в 1982 написал книгу «Ковчег Шиндлера», удостоенную Букеровской премии. В 1993 режиссёр Стивен Спилберг экранизировал книгу, поставив чёрно-белую психологическую драму «Список Шиндлера». Фильм Спилберга получил 7 наград Американской киноакадемии «Оскар», в том числе в номинации «Лучший фильм», а исполнитель роли Шиндлера Лиам Нисон был номинирован на «Лучшего актёра».
Образ Шиндлера, представленный в книге Кенилли и фильме Спилберга, равно как и описание множества исторических фактов в этих произведениях не соответствуют реальности. Так, в частности Ицхак Штерн ни одного дня не работал на фабрике Шиндлера в Кракове и не имел отношения к составлению списков спасаемых евреев.
Существовало 9 версий «списка Шиндлера», составленных для нацистских властей. До сегодняшнего дня обнаружено 5 списков, из них один находится в американском Музее Холокоста, один — в федеральном архиве Германии в Кобленце, два — в израильском музее-памятнике жертвам Холокоста «Яд ва-Шем» и один — в частных руках.
Имя «Шиндлер» стало нарицательным для тех, кто спас многих евреев от Холокоста. Например, полковника Хосе Артуро Кастельяноса называют «сальвадорским Шиндлером», а фильм про партизана Николая Киселёва назвали «Список Киселёва» по аналогии со «списком Шиндлера».
В 1967 году Шиндлер был удостоен награды Израильского мемориала памяти жертв Холокоста («Яд ва-Шем»), а 24 июня 1993 года ему и его жене Эмилии за спасение евреев было присвоено почётное звание «Праведник мира».

## Критика

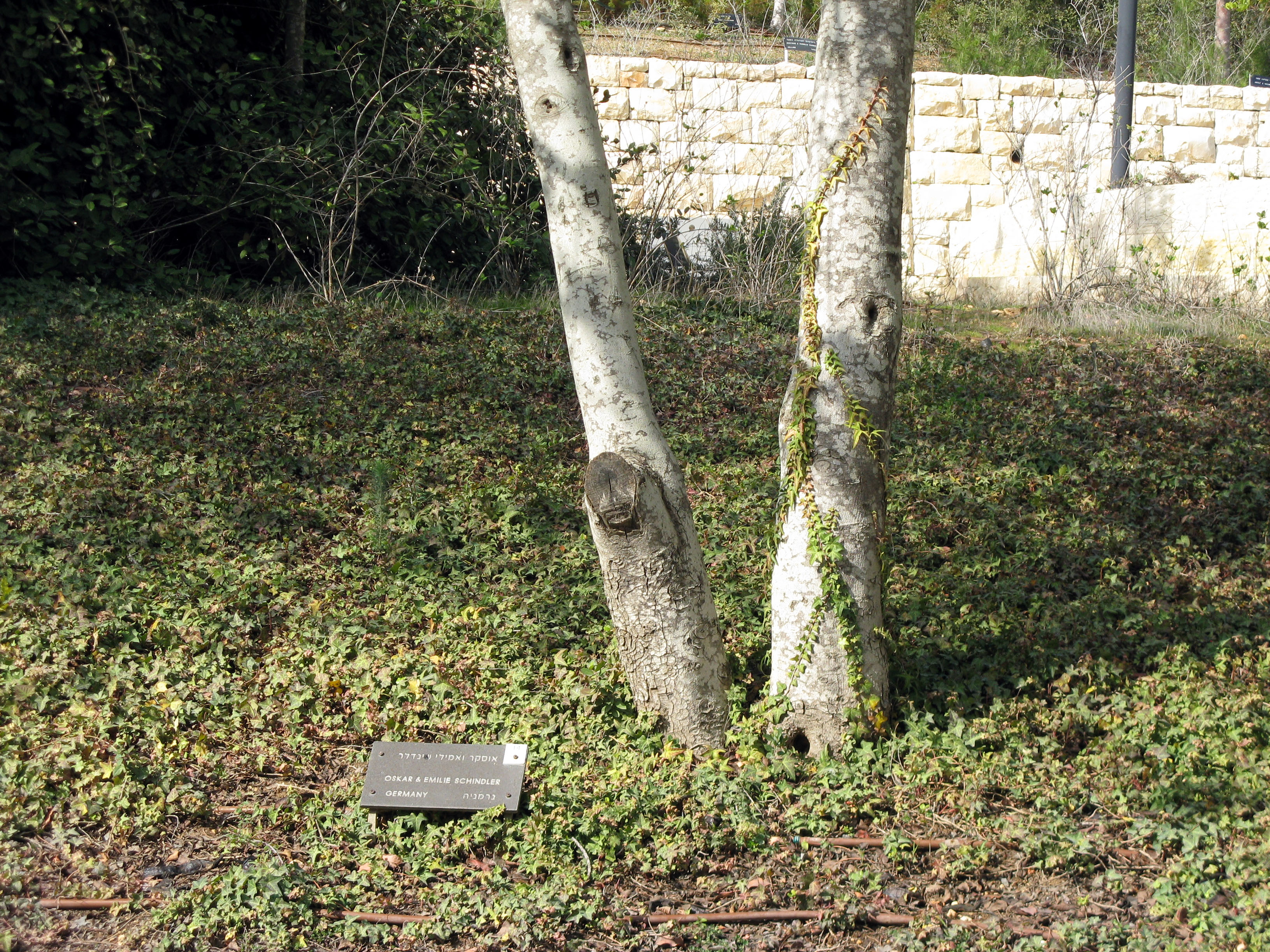
Дерево Оскара Шиндлера в «Яд ва-Шеме» (Иерусалим)

В 1951 году один из бывших совладельцев фабрики Натан Вурцель обвинил Шиндлера в краже еврейской собственности и избиении. Вурцель утверждал, что Шиндлер приказал избить его после отказа подписать документы о продаже фабрики. Это дело длилось до 1956 года. Шиндлер утверждал, что Вурцель, которому он помог устроиться на фабрику, но потом вынужден был уволить, был вором и манипулятором, что он пытался бороться за влияние на Шиндлера, оговаривая других руководящих сотрудников. Вурцель также пытался опорочить Абрахама Банкира, в том числе перед немецкими клиентами. По утверждению Шиндлера, Вурцель сотрудничал с немецкой службой безопасности СД.
В 1962 году при рассмотрении кандидатуры Шиндлера на присвоение звания праведника мира один из спасённых им евреев — Юлиус Вайнер — обвинил Шиндлера в том, что 15 октября 1939 года Шиндлер явился в Кракове на фабрику его отца Шломо Вайнера, угрожая пистолетом, вынул из кассы все деньги и заставил Шломо подписать документ о передаче фабрики Шиндлеру. Юлиус остался работать на фабрике. Впоследствии, по словам Вурцеля и Вайнера, Шиндлер специально подстроил недостачу, чтобы обвинить Юлиуса, приказал его избить и уволил. Тем не менее Юлиус оказался в списке евреев, которых эвакуировали в 1944 году в Брюнлиц, и поэтому выжил. Шиндлер отрицал эти обвинения, а показания свидетелей событий были противоречивыми.
Опираясь на мнение ряда свидетелей и некоторые собственные оговорки Шиндлера, историк Дэвид Кроу делает вывод, что Шиндлер действительно мог в 1939 году причинить вред евреям в погоне за деньгами.